# سیارک ۱۹۵۹۵
سیارک ۱۹۵۹۵ (به انگلیسی: 19595 Lafer-Sousa، نامگذاری:1999NW31) نوزده هزار و پانصد و نود و پنجمین سیارک کشف شده‌است که در ۱۴ ژوئیه ۱۹۹۹ کشف شد.
قدر مطلق سیارک برابر ۱۴.۱ است.